# خانه سلیمی
خانه سلیمی مربوط به اواخر دوره قاجار است و در ابرکوه، خیابان شهید باهنر، کوی دروازه میدان واقع شده و این اثر در تاریخ ۱۱ مرداد ۱۳۸۴ با شمارهٔ ثبت ۱۲۶۶۷ به‌عنوان یکی از آثار ملی ایران به ثبت رسیده است.